# 1988年の鉄道
1988年の鉄道（1988ねんのてつどう）とは、1988年（昭和63年）に起こった鉄道関係の出来事をまとめたページである。
1987年の鉄道 - 1988年の鉄道 - 1989年の鉄道

## 出来事の一覧

### 1月
- 1月31日
  - 東海旅客鉄道
    - （路線廃止） 岡多線 岡崎駅 - 新豊田駅（愛知環状鉄道に転換）
    - （駅廃止） 中岡崎駅、北岡崎駅、北野桝塚駅、三河上郷駅、永覚駅、三河豊田駅、新豊田駅（岡多線）

  - 愛知環状鉄道
    - （路線開業） 愛知環状鉄道線 岡崎駅 - 高蔵寺駅 (59.1km)（東海旅客鉄道から転換および新規開業）
    - （駅開業） 岡崎駅、六名駅、中岡崎駅、北岡崎駅、大門駅、北野桝塚駅、三河上郷駅、永覚駅、末野原駅、三河豊田駅、新上挙母駅、新豊田駅、四郷駅、保見駅、篠原駅、八草駅、山口駅、瀬戸口駅、瀬戸市駅、中水野駅、高蔵寺駅（愛知環状鉄道線）

### 2月
- 2月1日
  - 北海道旅客鉄道
    - （路線廃止） 松前線 木古内駅 - 松前駅
    - （駅廃止） 森越駅、渡島知内駅、重内駅、湯ノ里駅、千軒駅、渡島福島駅、白符駅、渡島吉岡駅、渡島大沢駅、及部駅、松前駅（松前線）

  - 九州旅客鉄道
    - （路線廃止） 山野線 水俣駅 - 栗野駅
    - （駅廃止） 東水俣駅、肥後深川駅、深渡瀬駅、久木野駅、薩摩布計駅、西山野駅、山野駅、郡山八幡駅、薩摩大口駅、西菱刈駅、菱刈駅、前目駅、湯之尾駅、稲葉崎駅（山野線）
- 2月29日
  - （改組） イリノイ・セントラル鉄道←イリノイ・セントラル・ガルフ鉄道

### 3月
- 3月6日
  - 東日本旅客鉄道
    - （複線化） 横浜線 相原駅 - 八王子駅
- 3月13日
  - 北海道旅客鉄道
    - （新線開業） 海峡線 中小国駅 - 木古内駅 (87.8km)
    - （新駅開業） 中小国駅、津軽今別駅、竜飛海底駅、吉岡海底駅（海峡線）
    - （新駅開業） 武佐駅（根室本線 東釧路駅 - 別保駅間）
    - （信号場開設） 新中小国信号場、新湯の里信号場（海峡線）
    - （電化） 江差線 五稜郭駅 - 木古内駅 (37.8km・交流20000V・50Hz)
    - （電化） 函館本線 函館駅 - 五稜郭駅 (3.4km・交流20000V・50Hz)

  - 東日本旅客鉄道
    - （新駅開業） 古淵駅（横浜線 町田駅 - 淵野辺駅間）
    - （新駅開業） 青山駅（越後線 小針駅 - 関屋駅間）
    - （駅名改称・常設化） 面白山高原駅←(臨)面白山駅（仙山線）
    - （駅名改称） 松尾八幡平駅←岩手松尾駅、安比高原駅←龍ヶ森駅（花輪線）
    - （信号場開設） 新中小国信号場（津軽線）

  - 東海旅客鉄道
    - （新駅開業） 新富士駅（東海道新幹線 三島駅 - 静岡駅間）
    - （新駅開業） 三河安城駅（東海道新幹線 豊橋駅 - 名古屋駅間、東海道本線 安城駅 - 東刈谷駅間）
    - （接続駅開業） 掛川駅（東海道新幹線 静岡駅 - 浜松駅間）

  - 西日本旅客鉄道
    - （電化） 関西本線 加茂駅 - 木津駅間 (6.0km・直流1500V)
    - （新駅開業） 新尾道駅（山陽新幹線 福山駅 - 三原駅間）
    - （新駅開業） 東広島駅（山陽新幹線 三原駅 - 広島駅間）

  - 九州旅客鉄道
    - （新駅開業） 慈眼寺駅（指宿枕崎線 谷山駅 - 坂之上駅間）
    - （新駅開業） 小森江駅（鹿児島本線 門司港駅 - 門司駅間）
    - （新駅開業） 教育大前駅（鹿児島本線 海老津駅 - 赤間駅間）
    - （新駅開業） 熊本工大前駅（現・崇城大学前駅）（鹿児島本線 西里駅 - 上熊本駅間）
    - （新駅開業） 香椎神宮駅（香椎線 香椎駅 - 土井駅間）
    - （新駅開業） 長者原駅（香椎線 伊賀駅 - 酒殿駅間、篠栗線 門松駅 - 原町駅間）
    - （新駅開業） 古国府駅（久大本線 南大分駅 - 大分駅間）
    - （新駅開業） 柚須駅（篠栗線 原町駅 - 吉塚駅間）
    - （新駅開業） 東水巻駅（筑豊本線 折尾駅 - 中間駅間）
    - （新駅開業） 南行橋駅（日豊本線 行橋駅 - 新田原駅間）
    - （新駅開業） 旭ヶ丘駅（日豊本線 南延岡駅 - 土々呂駅間）
    - （新駅開業） 姶良駅（日豊本線 帖佐駅 - 重富駅間）
    - （新駅開業） 新水前寺駅（豊肥本線 南熊本駅 - 水前寺駅間）
    - （駅名改称） 球泉洞駅←大坂間駅（肥薩線）

  - 日本貨物鉄道
    - （第二種鉄道事業開業） 江差線 五稜郭駅 - 木古内駅 (37.8km)

  - 天竜浜名湖鉄道
    - （新駅開業） いこいの広場駅（天竜浜名湖線 桜木駅 - 細谷駅間）
    - （新駅開業） 原田駅（天竜浜名湖線 原谷駅 - 戸綿駅間）
    - （新駅開業） 円田駅（天竜浜名湖線 遠州森駅 - 遠江一宮駅間）
    - （新駅開業） 浜松大学前駅（現・常葉大学前駅）（天竜浜名湖線 都田駅 - 金指駅間）
    - （新駅開業） 奥浜名湖駅（天竜浜名湖線 三ヶ日駅 - 尾奈駅間）

  - 水島臨海鉄道
    - （新駅開業） 浦田駅（水島本線 西富井駅 - 弥生駅間）
- 3月20日
  - 西日本旅客鉄道
    - （新線開業） 本四備讃線 茶屋町駅 - 児島駅 (12.9km)
    - （新駅開業） 植松駅、木見駅、上の町駅、児島駅（本四備讃線）
- 3月24日
  - 東日本旅客鉄道
    - （路線廃止） 木原線 大原駅 - 上総中野駅（いすみ鉄道に転換）
    - （駅廃止） 西大原駅、上総東駅、新田野駅、国吉駅、上総中川駅、大多喜駅、小谷松駅、東総元駅、久我原駅、総元駅、西畑駅、上総中野駅（木原線）

  - いすみ鉄道
    - （路線開業） いすみ線 大原駅 - 上総中野駅 (26.8km)（東日本旅客鉄道から転換）
    - （駅開業） 大原駅、西大原駅、上総東駅、新田野駅、国吉駅、上総中川駅、大多喜駅、小谷松駅、東総元駅、久我原駅、総元駅、西畑駅、上総中野駅（いすみ線）
- 3月25日
  - 西日本旅客鉄道
    - （路線廃止） 能登線 穴水駅 - 蛸島駅（のと鉄道に転換）
    - （駅廃止） 中居駅、比良駅、鹿波駅、甲駅、(臨)立戸の浜駅、前波駅、古君駅、鵜川駅、矢波駅、波並駅、藤波駅、宇出津駅、羽根駅、能登小浦駅、真脇駅、能登小木駅、能登白丸駅、能登川尻駅、松波駅、恋路駅、鵜島駅、南黒丸駅、能登鵜飼駅、上戸駅、珠洲飯田駅、珠洲駅、正院駅、蛸島駅（能登線）

  - のと鉄道
    - （路線開業） 能登線 のと穴水駅 - 蛸島駅 (61.0km)（西日本旅客鉄道から転換）
    - （駅開業） のと穴水駅（穴水駅から分離）、中居駅、比良駅、鹿波駅、甲駅、沖波駅（立戸の浜駅から改称、常設化）、前波駅、古君駅、鵜川駅、矢波駅、波並駅、藤波駅、宇出津駅、羽根駅、小浦駅（能登小浦駅から改称）、縄文真脇駅（真脇駅から改称）、九十九湾小木駅（能登小木駅から改称）、白丸駅（能登白丸駅から改称）、九里川尻駅（能登川尻駅から改称）、松波駅、恋路駅、鵜島駅、南黒丸駅、鵜飼駅（能登鵜飼駅から改称）、上戸駅、飯田駅（珠洲飯田駅から改称）、珠洲駅、正院駅、蛸島駅（能登線）
- 3月28日
  - 千葉都市モノレール
    - （新線開業） 2号線 スポーツセンター駅 - 千城台駅 (8.0km)
    - （新駅開業） スポーツセンター駅、動物公園駅、みつわ台駅、都賀駅、桜木駅、小倉台駅、千城台北駅、千城台駅（2号線）

### 4月
- 4月1日
  - 四国旅客鉄道
    - （路線廃止） 中村線 窪川駅 - 中村駅（土佐くろしお鉄道に転換）
    - （駅廃止） 荷稲駅、伊与喜駅、土佐佐賀駅、土佐白浜駅、有井川駅、土佐上川口駅、浮鞭駅、土佐入野駅、西大方駅、中村駅（中村線）

  - 九州旅客鉄道
    - （路線廃止） 松浦線 有田駅 - 佐世保駅（松浦鉄道に転換）
    - （駅廃止） 蔵宿駅、大木駅、夫婦石駅、金武駅、東山代駅、楠久駅、久原駅、浦ノ崎駅、今福駅、松浦駅、肥前御厨駅、田平駅、平戸口駅、江迎駅、潜竜駅、肥前吉井駅、肥前神田駅、上佐々駅、佐々駅、小浦駅、真申駅、相浦駅、上相浦駅、肥前中里駅、皆瀬駅、左石駅、北佐世保駅、中佐世保駅（松浦線）

  - 弘南鉄道
    - （駅名改称） 東工業高前駅←南弘前駅（弘南線）

  - 北総開発鉄道
    - （路線名改称） 北総・公団線←北総線

  - 住宅・都市整備公団
    - （路線名改称） 北総・公団線←千葉ニュータウン線

  - 一畑電気鉄道
    - （新駅開業） 朝日ヶ丘駅（北松江線 長江駅 - 古江駅間）

  - 土佐くろしお鉄道
    - （路線開業） 中村線 窪川駅 - 中村駅 (43.0km)（四国旅客鉄道から転換）
    - （駅開業） 窪川駅、若井駅、荷稲駅、伊与喜駅、土佐佐賀駅、土佐白浜駅、有井川駅、土佐上川口駅、浮鞭駅、土佐入野駅、西大方駅、古津賀駅、中村駅（中村線）

  - 松浦鉄道
    - （路線開業） 西九州線 有田駅 - 佐世保駅 (93.8km)（九州旅客鉄道から転換）
    - （駅開業） 有田駅、蔵宿駅、大木駅、夫婦石駅、金武駅、伊万里駅、東山代駅、楠久駅、久原駅、浦ノ崎駅、今福駅、松浦駅、御厨駅（肥前御厨駅から改称）、田平駅、平戸口駅、江迎鹿町駅（江迎駅から改称）、潜竜ヶ滝駅（潜竜駅から改称）、吉井駅（肥前吉井駅から改称）、神田駅（肥前神田駅から改称）、上佐々駅、佐々駅、小浦駅、真申駅、相浦駅、上相浦駅、中里駅（肥前中里駅から改称）、皆瀬駅、左石駅、北佐世保駅、中佐世保駅、佐世保駅（西九州線）
- 4月2日
  - 北神急行電鉄
    - （新線開業） 北神線 新神戸駅 - 谷上駅 (7.5km)
    - （新駅開業） 新神戸駅、谷上駅（北神線）
- 4月3日
  - 西日本旅客鉄道
    - （新駅開業） 宮内串戸駅（山陽本線 廿日市駅 - 宮島口駅間）
- 4月10日
  - 四国旅客鉄道
    - （新線開業） 本四備讃線 児島駅 - 宇多津駅 (18.1km)
    - （新駅開業） 児島駅（本四備讃線）
- 4月11日
  - 東日本旅客鉄道
    - （路線廃止） 真岡線 下館駅 - 茂木駅（真岡鐵道に転換）
    - （駅廃止） 折本駅、久下田駅、寺内駅、真岡駅、北真岡駅、西田井駅、益子駅、七井駅、多田羅駅、市塙駅、茂木駅（真岡線）

  - 真岡鐵道
    - （路線開業） 真岡線 下館駅 - 茂木駅 (41.9km)（東日本旅客鉄道から転換）
    - （駅開業） 下館駅、下館二高前駅、折本駅、久下田駅、寺内駅、真岡駅、北真岡駅、西田井駅、益子駅、七井駅、多田羅駅、市塙駅、茂木駅（真岡線）
- 4月25日
  - 北海道旅客鉄道
    - （路線廃止） 歌志内線 砂川駅 - 歌志内駅
    - （駅廃止） 焼山駅、文珠駅、西歌駅、神威駅、歌神駅、歌志内駅（歌志内線）
- 4月27日
  - 会津鉄道
    - （新駅開業） 塔のへつり駅（会津線 湯野上温泉駅 - 弥五島駅間）

### 5月
- 5月21日
  - 京王帝都電鉄
    - （延伸開業） 相模原線 京王多摩センター駅 - 南大沢駅 (4.5km)
    - （新駅開業） 京王堀之内駅、南大沢駅（相模原線）

### 6月
- 6月1日
  - 四国旅客鉄道
    - （路線名改称） 高徳線←高徳本線、土讃線←土讃本線、徳島線←徳島本線、予讃線←予讃本線

  - 名古屋鉄道
    - （路線廃止） 岐阜市内線（長良線） 徹明町駅 - 長良北町駅
    - （駅廃止） 岐阜柳ヶ瀬駅、市役所前駅、大学病院前駅、伊奈波通駅、本町駅、材木町駅、公園前駅、長良橋駅、鵜飼屋駅、長良北町駅（岐阜市内線(長良線)）
- 6月8日
  - 帝都高速度交通営団
    - （延伸開業） 有楽町線 新富町駅 - 新木場駅 (5.9km)
    - （新駅開業） 月島駅、豊洲駅、辰巳駅、新木場駅（有楽町線）
- 6月11日
  - 京都市交通局
    - （延伸開業） 烏丸線 京都駅 - 竹田駅 (3.4km)
    - （新駅開業） 九条駅、十条駅、くいな橋駅、竹田駅（烏丸線）

### 7月
- 7月1日
  - 阿武隈急行
    - （新線開業） 阿武隈急行線 福島駅 - 丸森駅 (37.5km)
    - （新駅開業） 福島駅、卸町駅、瀬上駅、向瀬上駅、高子駅、上保原駅、保原駅、大泉駅、二井田駅、新田駅、梁川駅、やながわ希望の森公園前駅、富野駅、兜駅、あぶくま駅、丸森駅（阿武隈急行線）

- 7月16日
  - 宮福鉄道(現:京都丹後鉄道)
    - （新線開業） 宮福線 福知山駅 - 宮津駅 (30.4km)
    - （新駅開業） 福知山駅、厚中問屋駅、荒河かしの木台駅、牧駅、下天津駅、公庄駅、大江駅、大江高校前駅、辛皮駅、喜多駅、宮村駅、宮津駅（宮福線）

### 8月
- 8月2日
  - 東日本旅客鉄道
    - （常設駅化） 逢隈駅←逢隈信号場（常磐線 亘理駅 - 岩沼駅間）
- 8月9日
  - 東武鉄道
    - （複々線化） 竹ノ塚駅 - 草加駅（伊勢崎線）

### 9月
- 9月1日
  - 九州旅客鉄道
    - （路線廃止） 上山田線 飯塚駅 - 豊前川崎駅
    - （駅廃止） 平恒駅、臼井駅、大隈駅、下山田駅、上山田駅、熊ヶ畑駅、真崎駅、東川崎駅（上山田線）
- 9月10日
  - 東日本旅客鉄道
    - （信号場廃止） 潮沢信号場（篠ノ井線）

### 10月
- 10月1日
  - 西日本旅客鉄道
    - （新駅開業） 明峰駅（北陸本線 小松駅 - 寺井駅間）
- 10月19日
  - 野岩鉄道
    - （駅名改称） 上三依塩原駅←下野上三依駅（会津鬼怒川線）
- 10月25日
  - 東日本旅客鉄道
    - （路線廃止） 長井線 赤湯駅 - 荒砥駅（山形鉄道に転換）
    - （駅廃止） 宮内町駅、西宮内駅、梨郷駅、西大塚駅、時庭駅、南長井駅、長井駅、羽前成田駅、蚕桑駅、鮎貝駅、荒砥駅（長井線）

  - 山形鉄道
    - （路線開業） フラワー長井線 赤湯駅 - 荒砥駅 (30.5km)（東日本旅客鉄道から転換）
    - （駅開業） 赤湯駅、南陽市役所駅、宮内駅（宮内町駅から改称）、おりはた駅（西宮内駅から改称）、梨郷駅、西大塚駅、今泉駅、時庭駅、南長井駅、長井駅、羽前成田駅、蚕桑駅、鮎貝駅、荒砥駅（フラワー長井線）

### 11月
- 11月3日
  - 北海道旅客鉄道
    - （新駅開業） 八軒駅（札沼線 桑園駅 - 新川駅間）
    - （新駅開業） (臨)釧路湿原駅（釧網本線 細岡駅 - 遠矢駅間）
    - （新駅開業） 新大楽毛駅（根室本線 大楽毛駅 - 新富士駅間）
    - （新駅開業） 青葉駅（室蘭本線 糸井駅 - 苫小牧駅間）
    - （高架化） 札沼線 桑園駅 - 八軒駅
    - （高架化） 函館本線 琴似駅 - 札幌駅
    - （複々線化） 函館本線 札幌駅 - 苗穂駅
- 11月18日
  - 東日本旅客鉄道
    - （新駅開業） 東照宮駅（仙山線 仙台駅 - 北仙台駅間）

### 12月
- 12月1日
  - 東日本旅客鉄道
    - （延伸開業） 京葉線 新木場駅 - 南船橋駅 (18.6km)、市川塩浜駅 - 西船橋駅 (5.9km)
    - （新駅開業） 新木場駅、葛西臨海公園駅、舞浜駅、新浦安駅、市川塩浜駅、二俣新町駅（京葉線）
    - （新駅開業） 美里駅（小海線 中佐都駅 - 三岡駅間）
- 12月2日
  - 札幌市交通局
    - （新線開業） 東豊線 栄町駅 - 豊水すすきの駅 (8.1km)
    - （新駅開業） 栄町駅、新道東駅、元町駅、 環状通東駅、東区役所前駅、北13条東駅、豊水すすきの駅（東豊線）
- 12月4日
  - 西日本旅客鉄道
    - （新駅開業） 小野駅（湖西線 堅田駅 - 和邇駅間）
- 12月17日
  - 東日本旅客鉄道
    - （新駅開業） 北上尾駅（高崎線 上尾駅 - 桶川駅間）

## 主なダイヤ改正

### 3月
- 3月13日
  - 北海道旅客鉄道・東日本旅客鉄道・東海旅客鉄道・西日本旅客鉄道・四国旅客鉄道・九州旅客鉄道・日本貨物鉄道
  - 名古屋鉄道（名古屋本線）
- 3月29日
  - 西日本鉄道（天神大牟田線）

### 4月
- 4月1日
  - 九州旅客鉄道
    - 急行「平戸」廃止。

### 7月
- 7月8日
  - 名古屋鉄道

### 8月
- 8月28日
  - 近畿日本鉄道・京都市交通局
    - （相互直通運転開始） 烏丸線と京都線で相互直通運転開始（北大路駅 - 竹田駅 - 新田辺駅間）。

## 災害・不通・事故など
- 3月30日
  - 東日本旅客鉄道
    - （事故） 上越線新清水トンネル付近を走行中のサロンエクスプレスアルカディアで列車火災事故発生。（サロンエクスプレスアルカディア火災事故）
- 12月5日
  - 東日本旅客鉄道
    - （事故） 中央緩行線東中野駅で停車中の列車に後続列車が衝突。（東中野駅列車追突事故）
- 12月13日
  - 北海道旅客鉄道・日本貨物鉄道
    - （事故） 函館本線駒ヶ岳駅-姫川駅間で貨物列車が脱線。（姫川事故）

## 鉄道車両

### 新系列・新形式
- 北海道旅客鉄道
  - キハ130形気動車
  - 721系電車
- 東日本旅客鉄道
  - 651系電車
- 九州旅客鉄道
  - 783系電車
- 日本貨物鉄道
  - コキ101形貨車
  - チキ900形貨車
- 札幌市交通局
  - 7000形電車
- 小田急電鉄
  - 1000形電車
- 西武鉄道
  - 4000系電車
- 東武鉄道
  - 20000系電車
- 帝都高速度交通営団
  - 02系電車
  - 03系電車
  - 05系電車
- 東京急行電鉄
  - 1000系電車
- 山形鉄道
  - YR-880形気動車
- いすみ鉄道
  - いすみ100型気動車
- 真岡鐵道
  - モオカ63形気動車
- 千葉都市モノレール
  - 1000形電車
- 湘南モノレール
  - 500形電車
- 愛知環状鉄道
  - 100系電車
- のと鉄道
  - NT800形気動車
- 名古屋鉄道
  - 1000系電車
- 近畿日本鉄道
  - 21000系電車
  - 5200系電車
- 阪急電鉄
  - 8000系電車
- 松浦鉄道
  - MR-100形気動車、MR-200形気動車、MR-300形気動車

### 譲渡形式
- 弘南鉄道←東京急行電鉄
  - 6000系・7000系電車
- 高松琴平電気鉄道←京浜急行電鉄
  - 1080形電車

### 消滅形式
- 日本貨物鉄道
  - タム9800形貨車
  - タキ6300形貨車
  - タキ9150形貨車
  - タキ9200形貨車
  - タキ9300形貨車
  - タキ11700形貨車
  - タキ22700形貨車
  - タキ24500形貨車
  - テキ200形貨車

### 受賞
- 第31回ブルーリボン賞 - 小田急電鉄10000形電車
- 第28回ローレル賞 - 仙台市交通局1000系電車